# Rafael Henzel
Rafael Henzel Valmorbida (São Leopoldo, Río Grande del Sur; 25 de agosto de 1973-Chapecó, Santa Catarina; 26 de marzo de 2019) fue un locutor de radio brasileño que trabajó en la Radio Oeste Capital FM, de la ciudad Chapecó, Santa Catarina.

## Biografía
Era conocido internacionalmente por ser el único periodista que sobrevivió en el accidente del Vuelo 2933 de la LaMia, que transportaba al equipo brasileño del Chapecoense, ocurrido el 28 de noviembre del 2016. Henzel fue uno de los seis supervivientes de la tragedia aérea, cuyo avión se estrelló a diecisiete kilómetros del aeropuerto José María Córdova, cerca de Medellín.
Después de permanecer ingresado durante diez días en la UCI y veinte días en un hospital de la ciudad de Medellín, Rafael regresó a Chapecó el 13 de diciembre de 2016 junto con el lateral Alan Ruschel, otro de los supervivientes del accidente.

### Vuelta a la actividad
El 21 de enero de 2017 narró el primer partido del Chapecoense tras la tragedia. El 7 de marzo, en el encuentro de la Copa Libertadores de 2017 entre Chapecoense y el Zulia de Venezuela, narró el primer gol en toda su historia del club brasileño en dicha competición.
Por otro lado, también publicó el libro "Viva como se estivesse de partida", en castellano "Viva como si estuviera de partida", en el que transmitía un mensaje de superación a raíz de su experiencia en el accidente aéreo.

### Últimas apariciones públicas
El 16 de marzo presenció en el palco de San Mamés, invitado por el club local, el encuentro que enfrentó al Athletic Club con el Atlético de Madrid (2-0). Pasó varios días en Bilbao con motivo de la presentación del documental "Nossa Chape", dirigido por los hermanos Jeff y Michael Zimbalist, en el Thinking Football Film Festival que organiza anualmente el Athletic Club y que acabaría resultando ganador del certamen.
El 21 de marzo estuvo en Berlín en la presentación del mismo documental en el 11mm Fußballfilmfestival.

### Fallecimiento
El 26 de marzo de 2019, mientras jugaba un partido de fútbol con unos amigos, sufrió un infarto fulminante. Fue conducido al Hospital Regional de Chapecó, donde, pese a llegar con vida, falleció poco tiempo después.
Al día siguiente, en el Arena Condá, se guardó un minuto de silencio en su honor antes del partido que enfrentaba a Chapecoense con Criciúma correspondiente a la Copa de Brasil.